# Věra Szathmáryová-Vlčková
Věra Szathmáryová-Vlčková (9. června 1900 Praha – 12. srpna 1966 Bratislava) byla slovenská spisovatelka a překladatelka.

## Životopis
Jejím otcem byl literární historik Jaroslav Vlček. V letech 1911–1919 studovala na gymnáziu a následně v letech 1919–1923 literární historii na Filozofické fakultě Univerzity Karlovy v Praze. V letech 1923–1925 a 1928–1931 žila v Praze, v letech 1925–1928 s manželem-diplomatem Ladislavem Szathmárym (1895–1946) v Paříži, v letech 1931–1933 v Bělehradě, v letech 1934–1936 ve Vídni, v letech 1936–1939 v Berlíně, od března do září 1939 ve Varšavě, v letech 1939–1940 v Paříži. V době druhé světové války, konkrétně v letech 1940–1945 byla součástí československé politické emigrace v Londýně. Od května do prosince 1945 žila v norském Oslu, v letech 1945–1948 opět v Praze, kde byla zaměstnána ve vydavatelství Melantrich. Od roku 1948 do roku 1966 žila v Bratislavě.

### Literární činnost
Od poloviny 20. let se věnovala literární tvorbě, zejména básnické. V roce 1930 vydala básnickou sbírku Ulice života. Básně intimně-reflexivního charakteru, jakož i krátké prozaické útvary uveřejňovala v časopisech Slovenské pohľady, Živena, Elán a v dalších. Poezii publikovala v slovenštině i češtině. Výběr z její poezie vyšel pod názvem Verše (1960). Vytvořila také vzpomínkovou knihu Putování za svobodou (1946). Překládala literární a filozofické studie z francouzštiny do češtiny, později beletrii z francouzské a americké literatury. Po smrti otce připravila druhé, rozšířené vydání jeho syntézy Dějin české literatury (1931) a sestavila výběr z jeho článků pod názvem Malá rukojeť literárně-historická (1932). V rukopisu zanechala vzpomínkovou práci o svém otci Jaroslavu Vlčkovi a vlastní rodině. Do slovenštiny z angličtiny přeložila díla H. Fasta, Th. Dreisera, S. Lewise, J. Londona, D. Defoea, J. Swifta, Ch. Dickense, W. Scotta a dalších. Překládala také z francouzštiny (díla R. Descartese, A. Mauroise, P. H. D. Holbacha a dalších). V Bratislavě působila jako lektorka anglické literatury ve vydavatelstvích Pravda a Tatran.